# Centrotus indicus
Centrotus indicus är en insektsart som beskrevs av Ananthasubramanian 1996. Centrotus indicus ingår i släktet Centrotus och familjen hornstritar. Inga underarter finns listade i Catalogue of Life.